# Edward Sarul
Edward Sarul (ur. 16 listopada 1958 w Jastrzębniku) – polski lekkoatleta, kulomiot, mistrz świata.

## Osiągnięcia
Podczas Mistrzostw Świata w Helsinkach 1983 wywalczył złoty medal wynikiem 21,39 m. Startował także w Mistrzostwach Europy w Atenach 1982, gdzie był jedenasty oraz w Halowych Mistrzostwach Europy w Madrycie 1986, gdzie zajął 5. miejsce. Cztery razy zdobywał tytuł mistrza Polski na otwartym stadionie (1979, 1980, 1982 i 1983), a dwa razy w hali (1982, 1986).
Zajął 2. miejsce w Plebiscycie Przeglądu Sportowego 1983. Startował w barwach LZS Złotoryja, Zagłębia Lubin, a przez główną część kariery jako zawodnik Górnika Zabrze. Po zakończeniu kariery sportowej w 1989 pracował jako policjant w Łasku.
Postanowieniem prezydenta RP Aleksandra Kwaśniewskiego z 14 grudnia 1999 został odznaczony Złotym Krzyżem Zasługi za zasługi dla rozwoju sportu, za osiągnięcia w działalności na rzecz Polskiego Związku Lekkiej Atletyki.

## Rekordy życiowe
Były rekordzista Polski na otwartym stadionie – 21,68 m (wynik ustanowiony 31 lipca 1983 w Sopocie, a poprawiony dopiero 26 lat później – 30 lipca 2009 w Sztokholmie przez Tomasza Majewskiego).